# Huguet (Baumeister)

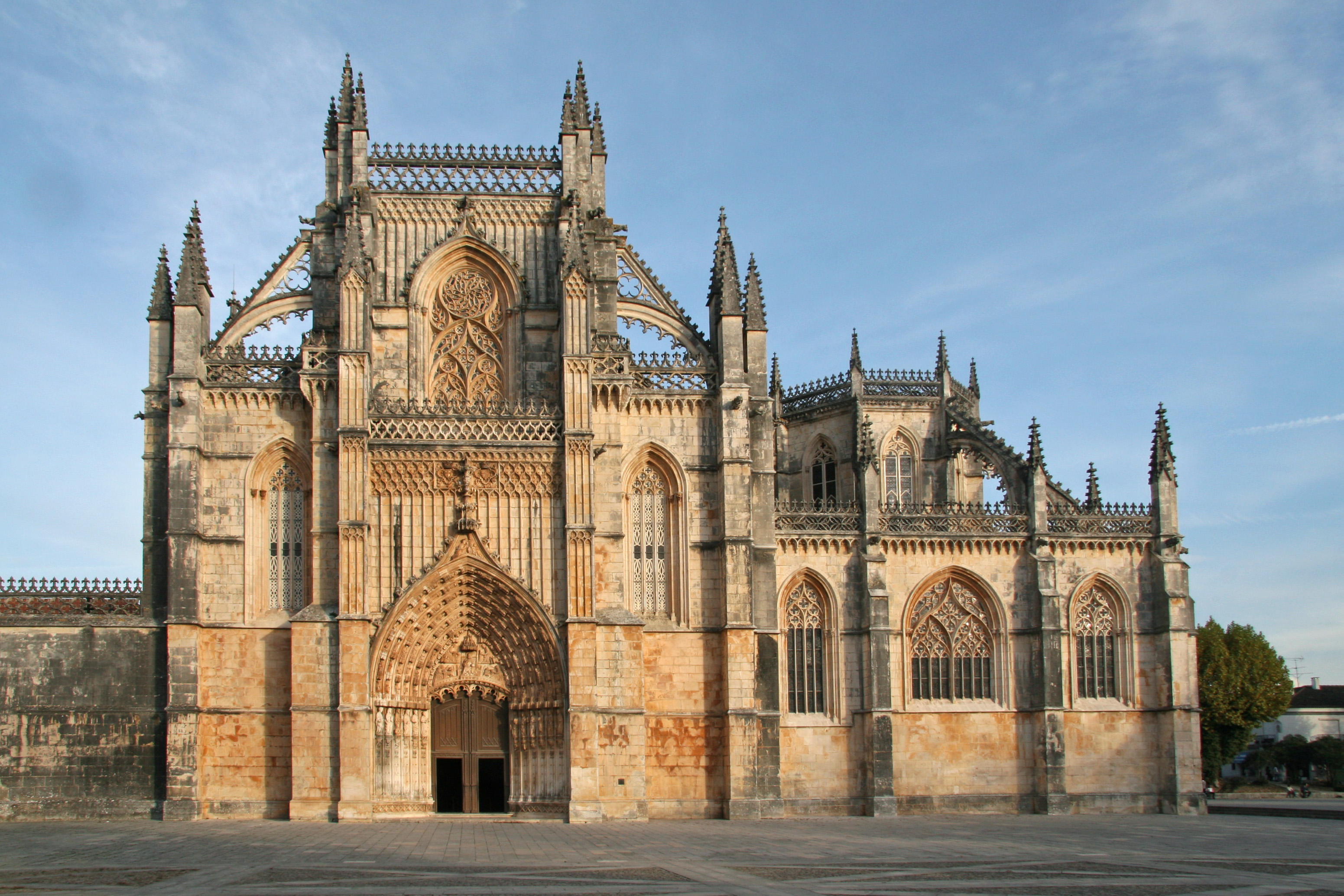
Von Huguet gestaltete Fassade des Mosteiro da Batalha

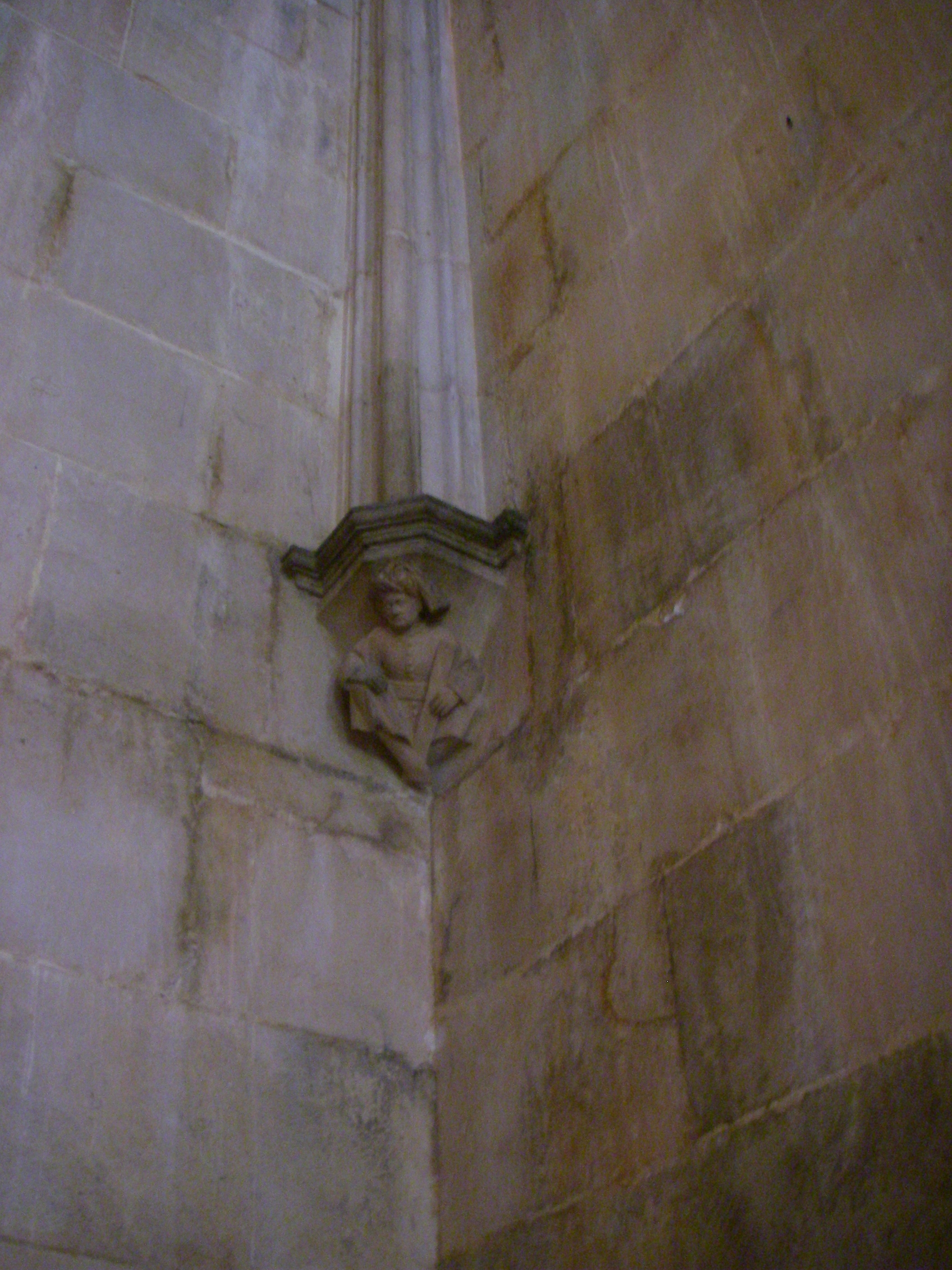
Darstellung des Baumeisters Huguet im Kapitelsaal des Mosteiro da Batalha

Huguet oder Ouguete (gest. 1438) war ein Baumeister der Gotik, der in Portugal tätig war und 36 Jahre lang den Bau des Mosteiro da Batalha leitete.
Die Herkunft von Huguet ist nicht geklärt. Die am weitesten verbreitete Annahme besagt, dass er aus Katalonien oder einem anderen Ort der spanischen Mittelmeerküste stammte. Andere Historiker argumentieren, dass er Engländer oder Franzose gewesen sei.
Im Jahre 1402 übernahm er die Leitung der Baustelle für das Mosteiro da Batalha, wobei er zuvor schon unter Leitung von Afonso Domingues am Bau des Klosters beteiligt war. Er beaufsichtigte die Fertigstellung der Kirche, des Kreuzganges und des Kapitelhauses; diese Bauwerke waren unter seinem Vorgänger angefangen worden. Huguet baute auch die Grabkapelle und entwarf das Mausoleum für König Duarte. Ein Teil des Kreuzganges wurde ebenfalls unter seiner Führung gebaut.
Huguet wandte beim Bau des Klosters spätgotische Techniken an. Er schuf die Außenfassade im Flamboyantstil. deren horizontale Linienführung stark mit dem Hauptschiff und seiner Vertikalität kontrastieren. Das Portal mit seinen reichen Verzierung wurde wegweisend für die portugiesische Gotik im 15. und 16. Jahrhundert. Huguet vereinfachte die Gewölbe gegenüber dem Entwurf seines Vorgängers, insbesondere ließ er das Kapitelhaus mit einem einzigen Gewölbe überdachen – dies war bei den 19 Quadratmetern Grundfläche zu seiner Zeit ein wagemutiges Unterfangen. Es ist möglich, dass Huguet es zur Demonstration seiner Fähigkeiten so gestaltete, denn er wusste, dass sein Vorgänger eine andere Bauweise bevorzugt hatte. Es liegt nahe, dass Huguet den König davon überzeugen wollte, ihn mit weiteren Bautätigkeiten zu beauftragen. Auch der Entwurf der Gründerkapelle war zur Zeit ihrer Errichtung innovativ, komplex und elegant. Huguets Mausoleum für König Duarte, das aus einem zentralen Oktogon mit sieben darum angeordneten quadratischen Kapellen bestehen sollte, blieb jedoch unvollendet.
Für seine Tätigkeiten bekam Huguet vom König mehrere Häuser in Batalha geschenkt. Die Dominikaner weigerten sich, diese Schenkung anzuerkennen und forderten die Häuser von Huguets Witwe Maria Estevez zurück. Im Jahre 1450 entschied König Afonso V. zu Gunsten der Mönche.
Huguet wurde in der Kirche Santa Maria a Velha bestattet.